# Berlin Web Week

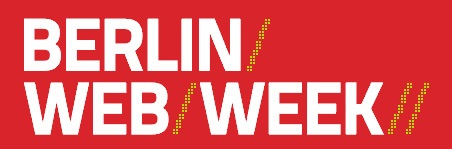
Logo der Berlin Web Week

Die Berlin Web Week (BWW) war eine jährliche Veranstaltungsreihe, die mehrere Konferenzen und Veranstaltungen rund um aktuelle Trends der digitalen Wirtschaft und Gesellschaft bündelte. Sie war eine gemeinsame Initiative der Senatsverwaltung für Wirtschaft, Technologie und Forschung des Landes Berlin und der Berlin Partner für Wirtschaft und Technologie GmbH.
Laut Eigenwerbung „das größte Festival der digitalen Szene Europas“ wurden 2013 über 5.000 Teilnehmer gezählt; 2014 waren es 18.240 Besucher aus aller Welt.

## Historie
Die Berlin Web Week wurde 2008 als Projekt von Alexander Kölpin, Kai Uhlemeyer, Sebastian Wallroth und Tobias Kaufmann gestartet und von Berlin Partner gesponsert. Im Rahmen eines Webkalenders sollten alle Events rund um die Web2.0Expo Europe 2008 und dem Barcamp Berlin 3 gesammelt und Besuchern zugänglich gemacht werden. Aufgrund des Erfolgs wurde der Kalender in der Folge ganzjährig von den Initiatoren weitergeführt und berichtete über alle Events mit digitalem Bezug.
Ab 2009 benutzte Berlin Partner die Marke Berlin Web Week um eine jährliche Veranstaltungswoche zu organisieren. Konzeptionell wurden große Konferenzen und kleinere Events miteinander gebündelt, um mehr Besucher zu aktivieren. Dabei wurden diverse Konferenzen als Hauptevents benannt. 2009 wurde die Berlin Web Week ins Frühjahr verlegt, nachdem die erste Veranstaltungswoche im Herbst stattfand.
Anfang 2014 übernahm Berlin Partner auch die Webseite und stellte den Kalender ein. Die Seite wurde nach einem Redesign eine Landingpage für die Events der Veranstaltungswoche. 2016 fand die letzte Berlin Web Week statt. Das Konzept der Event Week wurde von Berlin Partner weitergeführt. 2018 gab es in Berlin die Berlin Fashion Week, Health Week, Berlin Science Week und die Asia-Pacific Week Berlin.

## Hauptevents
2008Web2.0Expo Europe und Barcamp Berlin 3
2009webinale 09
2010webinale, RailsWayCon und International PHP Conference
2011NEXT11, iico conference und TYPO Berlin
2012NEXT und re:publica
2013re:publica 13 und BITKOM Crossforum
2014re:publica, NEXT Berlin und Media Convention

### Weitere Events im Rahmen der Berlin Web Week (Auszug)
- APIDays
- Astia Access Workshop
- Astia Venture Lunch
- CEO-Dinner
- Charité Summit
- droidcon
- European Venture Market
- Fokus Media Web Symposium
- Friday at six
- Heureka by Gründerszene
- IICO
- Investment Lab
- Investors Dinner
- LinuxTag
- Next
- Tools Expo und Konferenz
- Web Week Lounge
- Webmontag
- Web-on-Wheels